# Joachim Jens Hesse
Joachim Jens Hesse (* 20. November 1942; † 17. Februar 2018) war ein deutscher Staats-, Politik- und Verwaltungswissenschaftler. Nach zahlreichen Berufungen war er seit 1997 Professor für Politikwissenschaft mit den Schwerpunkten Innenpolitik, Europapolitik sowie Vergleichende Staats- und Regierungslehre an der Freien Universität Berlin und leitete das Internationale Institut für Staats- und Europawissenschaften (ISE) in Berlin.

## Leben
Von 1961 bis 1966 studierte Hesse Volkswirtschaftslehre, Politikwissenschaft und Öffentliches Recht in Berlin, Göttingen, Kiel und Köln. 1967/68 folgte ein Promotionsstipendium an der New York University und der Harvard University und 1970 ein Habilitationsstipendium. Von 1968 bis 1972 war Hesse Wissenschaftlicher Referent am Kommunalwissenschaftlichen Forschungszentrum Berlin (heute: Deutsches Institut für Urbanistik).
1973 wurde er Professor für Staats- und Verwaltungswissenschaften an der Universität Konstanz, es folgten Lehrstühle in Duisburg/Düsseldorf (1976), Speyer (Deutsche Hochschule für Verwaltungswissenschaften, 1983), Oxford (Ford-Monnet Professor for Comparative Government and European Policy; Official Fellow, Nuffield College, 1989) und an der Freien Universität Berlin (seit 1997); in Berlin baute er zudem das von den drei Berliner Universitäten getragene Europäische Zentrum für Staatswissenschaften und Staatspraxis auf und leitete bis zu seinem Tod dessen Nachfolgeeinrichtung, das Internationale Institut für Staats- und Europawissenschaften (ISE).
Hesse war Gastprofessor am Europakolleg in Brügge, Belgien, sowie an verschiedenen US-amerikanischen, europäischen und asiatischen Universitäten (zuletzt: Universität Tokio, Graduate School of Law and Politics). Er war Fellow mehrerer Centres for Advanced Studies (Kyoto, Budapest, Wassenaar, Freiburg) sowie Mitglied der Academia Europaea (2005) und der Alexander von Humboldt-Stiftung.

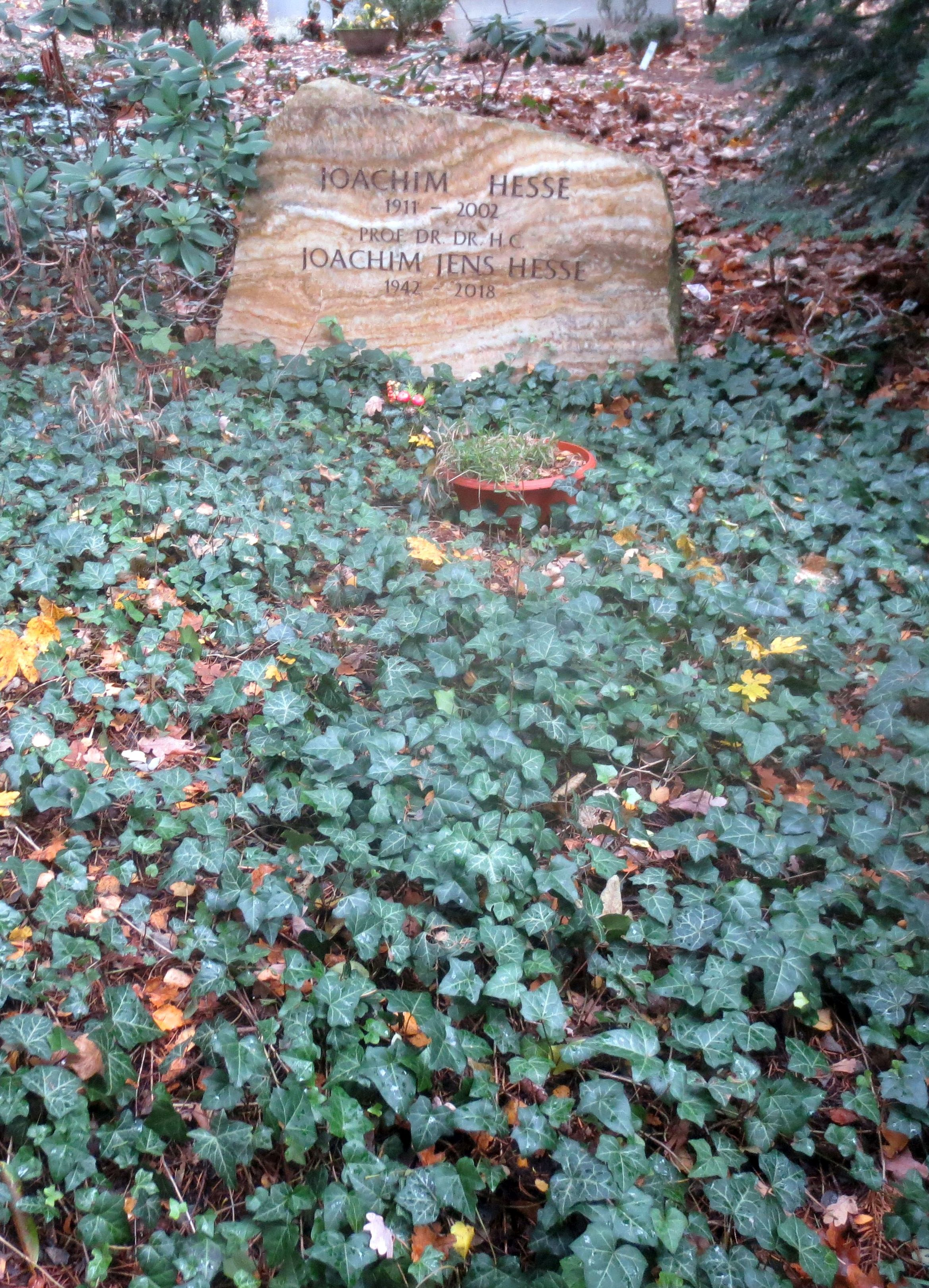
Grab von Joachim Jens Hesse auf dem Friedhof Heerstraße in Berlin-Westend

Hesse zählte zu den renommiertesten Staats- und Politikwissenschaftlern Deutschlands. In der Verbindung grundlegender, immer auch empirisch basierter Veröffentlichungen zum politischen System Deutschlands und seiner Umwelten setzte er analytische Standards. Die frühe Hinwendung zur vergleichenden Forschung und zur Entwicklung der Europäischen Union half, samt einer nachfolgenden Berufung nach Oxford, der auch internationalen Wahrnehmung der deutschen Sozialwissenschaften beträchtlich. Schließlich kennzeichnen eine ungewöhnliche, mit der Begründung der zweisprachigen „Zeitschrift für Staats- und Europawissenschaften“ (ZSE) verstetigte Interdisziplinarität und ein expliziter Praxiszugang (EU, Bund, Länder, Gemeinden) das Werk Hesses. Eine Reihe wichtiger binnenstaatlicher wie europäischer Reformpolitiken sind mit seinem Namen verbunden, unter ihnen Staatsreformen in Deutschland und Europa.
Joachim Jens Hesse starb im Februar 2018 im Alter von 75 Jahren. Sein Grab befindet sich auf dem landeseigenen Friedhof Heerstraße in Berlin-Westend.

## Arbeitsfelder
Zu den Hauptarbeitsbereichen Hesses gehörten die Regierungssysteme der Bundesrepublik Deutschland und anderer westlicher Industriestaaten, Staats- und Verwaltungsreformen im nationalen und internationalen Vergleich, die Reform des öffentlichen Sektors in Mittel- und Osteuropa, Föderalisierungs- und Regionalisierungsprozesse sowie die Europäische Politik. Hesse beriet als Senior Consultant Internationale Organisationen, unter anderem die OECD (seit 1970), die Europäische Union (seit 1988), die Vereinten Nationen (ab 1991), die International Labour Organization (ab 1992) und die Weltbank (seit 1995).
Hesse war Herausgeber der Zeitschrift für Staats- und Europawissenschaften (ZSE) sowie zahlreicher weiterer in- wie ausländischer Zeitschriften und Schriftenreihen, unter ihnen Staatsreform in Deutschland und Europa. Der öffentliche Sektor im nationalen und internationalen Vergleich und Staatswissenschaften und Staatspraxis.

## Würdigungen
- Florian Grotz / Theo A. J. Toonen (eds.): Crossing Borders: Constitutional Development and Internationalisation. Essays in Honour of Joachim Jens Hesse, Berlin: de Gruyter, 2007.
- Anthony B. Atkinson / Peter A. Huber / Harold James / Fritz W. Scharpf (Hrsg.): Nationalstaat und Europäische Union: Eine Bestandsaufnahme. Liber amicorum für Joachim Jens Hesse, Baden-Baden: Nomos, 2016.
- Dietrich Fürst: Joachim Jens Hesse, in: Jesse, E. /Liebold, S.: Deutsche Politikwissenschaftler – Werk und Wirkung, Baden-Baden: Nomos 2014,  S. 361–375.
- Zahlreiche Ehrungen in- und ausländischer Universitäten, darunter eine Ehrenpromotion zum Dr. soc. der Masaryk-Universität Brno/Brünn (11. April 2008) für die „über zehnjährige Mitwirkung beim Wiederaufbau der politischen Systeme und der akademischen Infrastruktur in den mittel- und osteuropäischen Staaten nach 1990“.[3]

## Werke (Auswahl neuerer Publikationen)
- Paradoxes in Public Sector Reform. An International Comparison (mit C. Hood und B.G. Peters), Berlin: Duncker & Humblot, 2003.
- Europa professionalisieren: Kompetenzordnung und institutionelle Reform im Rahmen der Europäischen Union (mit F. Grotz), Berlin: Duncker & Humblot, 2005.
- Raumordnung und Landesentwicklung: Reformoptionen für ein tradiertes Politikfeld, Baden-Baden: Nomos, 2006.
- Vom Werden Europas. Der Europäische Verfassungsvertrag: Konventsarbeit, politische Konsensbildung, materielles Ergebnis, Berlin: de Gruyter, 2007.
- Arbeits- und Sozialverwaltung im Bundesstaat, Nomos: Baden-Baden, 2010.
- Die Internationalisierung der Wissenschaftspolitik. Nationale Wissenschaftssysteme im Vergleich (Indien, China, Japan, Singapur, USA, Großbritannien, Finnland, Deutschland), Duncker & Humblot: Berlin, 2011.
- Die Neuausrichtung der Bundeswehr: Ansatz, Umsetzung und Ergebnisse im nationalen und internationalen Vergleich, Nomos: Baden-Baden 2015.
- Gefährdete Selbstverwaltung? Die „Großkreise“ in Mecklenburg-Vorpommern, Nomos: Baden-Baden 2015.
- Das Regierungssystem der Bundesrepublik Deutschland, 11. Auflage, Baden-Baden: Nomos, 2017 (i. E.).

## Belege
1. ↑  Das Otto-Suhr-Institut nimmt Abschied von Prof. Dr. Dr. h.c. Joachim Jens Hesse. Otto-Suhr-Institut, 29. März 2018, abgerufen am 4. April 2018.
2. ↑  Eintrag auf der Internetseite der Academia Europaea
3. ↑  Joachim Jens Hesse. Masaryk-Universität Brünn, abgerufen am 24. Februar 2018 (englisch).

| Personendaten    | Personendaten                            |
| ---------------- | ---------------------------------------- |
| NAME             | Hesse, Joachim Jens                      |
| KURZBESCHREIBUNG | deutscher Politologe und Hochschullehrer |
| GEBURTSDATUM     | 20. November 1942                        |
| STERBEDATUM      | 17. Februar 2018                         |